# 鲁景仁
鲁景仁（？—899年），唐末黄巢起义军将领，宿州（今安徽宿州）人。随黄巢转战南下。黄巢自广州北上时，他因病留在岭南。广明元年（880年）六月，与道州（今湖南道县）瑶族起义首领蔡结等联合，占领连州（今广东连州）。唐昭宗光化二年（899年）冬，唐武安军节度使马殷派李琼攻连州，城破后，自杀。